# De cierta manera
De cierta manera é um filme cubano gravado em 1974, pela diretora Sara Gómez e terminado em 1977, após sua morte, por Tomás Gutierrez Alea e Julio García Espinosa. Através de uma mescla de filmagens documentais, com o roteiro de ficção, aborda os bairros pobres de Havana logo após a Revolução Cubana de 1959. O filme demonstra como demolir favelas e construir assentamentos modernos não muda imediatamente a cultura dos habitantes. Discutindo a questão de classe e raça através de um relacionamento interracial em que questões sobre racismo e machismo constroem uma visão crítica interseccional. Gómez concluiu as filmagens com Mario Balmaseda e Yolanda Cuellar pouco antes de sua morte; o trabalho técnico foi concluído por Tomás Gutiérrez Alea, Julio García-Espinosa e Rigoberto López.
O filme não pode ser estreado até 1977, por conta do negativo ter sofrido imperfeições ao passa-lo do formato de 16 mm a 35 mm e teve que ser restaurado na Suécia.

## Sinopse
Yolanda, branca, uma nova professora comunitária enfrenta as diferenças e os conflitos que surgiram em seu caso de amor com Mário, um trabalhador do bairro de Miraflores, resultado dos primeiros esforços da Revolução para erradicar os bairros marginais. Nele se manifesta o choque entre a velha mentalidade e as novas atitudes. Ele se considera um revolucionário, embora não tenha alcançado ainda os direitos básicos que o Estado comunista cubano se propôs a garantir a toda população; é um trabalhador, mas mantém uma ética própria entre os amigos e companheiros de trabalho; aspira tornar-se membro de uma sociedade abacua (organização religiosa influenciada pela maçonaria e pela religiosidade africana iorubá, da qual somente homens podem fazer parte), fortemente perseguida pelo governo entre meados dos anos 60 e 70.

## Roteiro
Em 2018 um livro, organizado por Arturo Arango e editado por Alejandro Arango com o roteiro do filme foi lançado por Ediciones ICAIC. Dean Luis Reyes, escreveu para a contracapa do livro:[carece de fontes?]
De certa maneira, no presente, tanto em Cuba como baixo o prisma do progressismo de esquerda que tem empreendido projetos de transformação social e disposto para o cinema um cenário desde o qual exercer a justiça estética, implica também perguntar-se pelas estratégias para inscrever simbolicamente ao outro. A vitimização do outro, a solidariedade paternalista para com ele, a percepção inclusiva das "políticas da diferença" são paradigmas gastados, vencidos. Resta sujar-se com sua diferença, submergir na bruma de sua escuridade, para buscar entender ao outro em sua complexidade, uma complexidade que se origina na simples e plana persistência de uma ordem de coisas onde a desigualdade segue sendo uma variável dominante na equação social. 

## Prêmios e reconhecimentos
- 1977 - Selecionado entre os filmes mais significativos do ano, Seleção Anual da Crítica, Cuba.
- 1989 - Compartilha com La primera carga al machete o sexto lugar na seleção do melhor do cinema cubano, segundo pesquisa da revista Cine Cubano.
- 2008 - Ocupa o lugar número onze na pesquisa Lo mejor de la producción del ICAIC (1959-2008), convocada pela Associação Cubana da Imprensa Cinematográfica.[2]